# Hameur Bouazza
Hameur Bouazza (Arabisch:عامر بوعزة) (Évry, 22 februari 1985) is een Franse voetballer van Algerijnse afkomst die onder contract staat bij Omonia Nicosia.
Bouazza kon vanwege zijn dubbele nationaliteit voor Algerije of Frankrijk uitkomen. Hij heeft besloten om voor Algerije zijn interlandcarrière op te bouwen.
Hij maakte zijn interlanddebuut op 7 februari 2007 tegen Libië en scoorde zijn eerste interlandgoal op 20 november 2007 tegen Mali.